# Hallucigenia
Hallucigenia är en grupp utdöda ryggradslösa djur som tillhör den så kallade Burgess Shale faunan. Det är osäkert vilken högre djurgrupp dessa organismer tillhörde. Längd 5 - 30 mm.